# Минскхлебпром

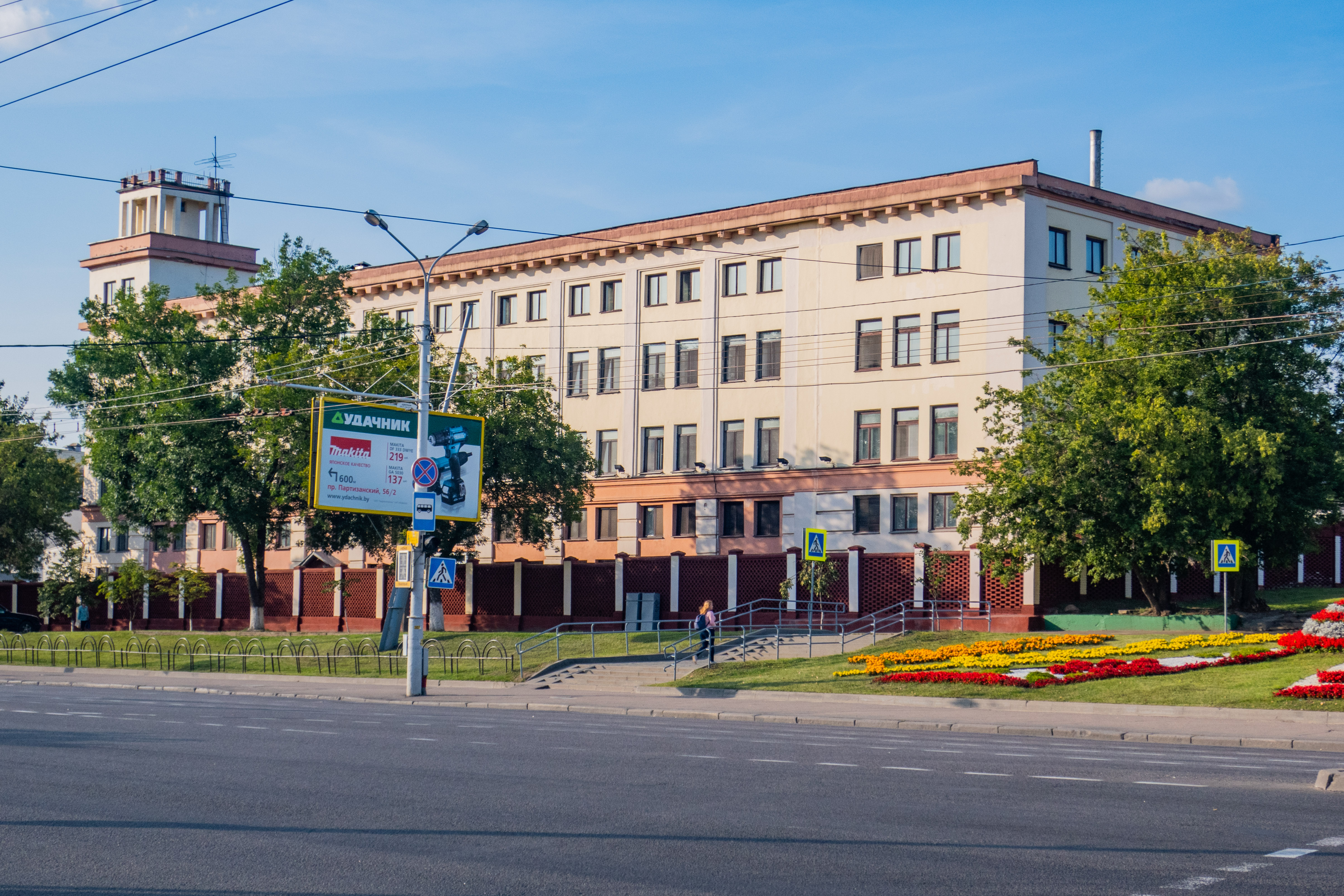
Хлебозавод № 3

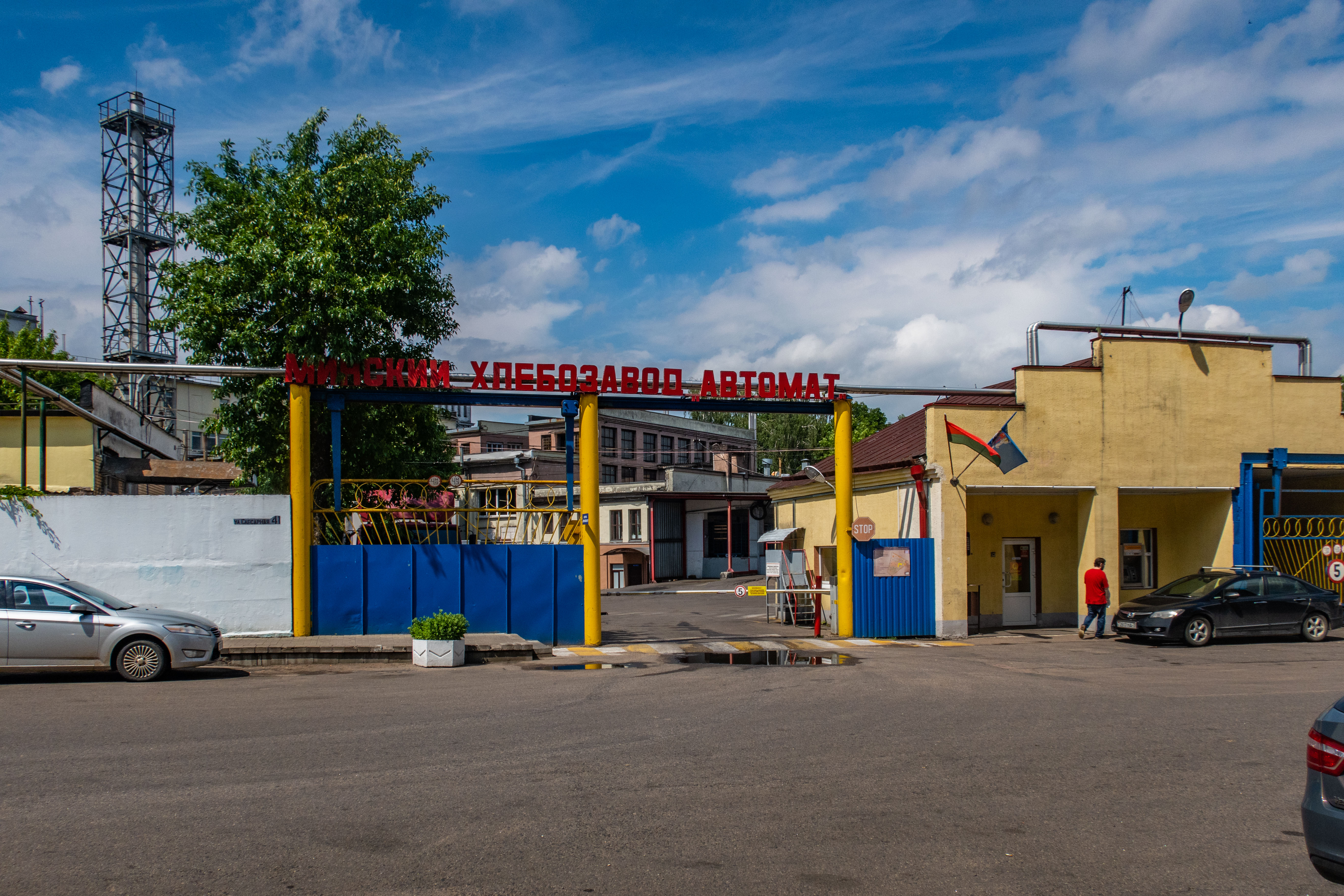
Проходная хлебозавода-автомата

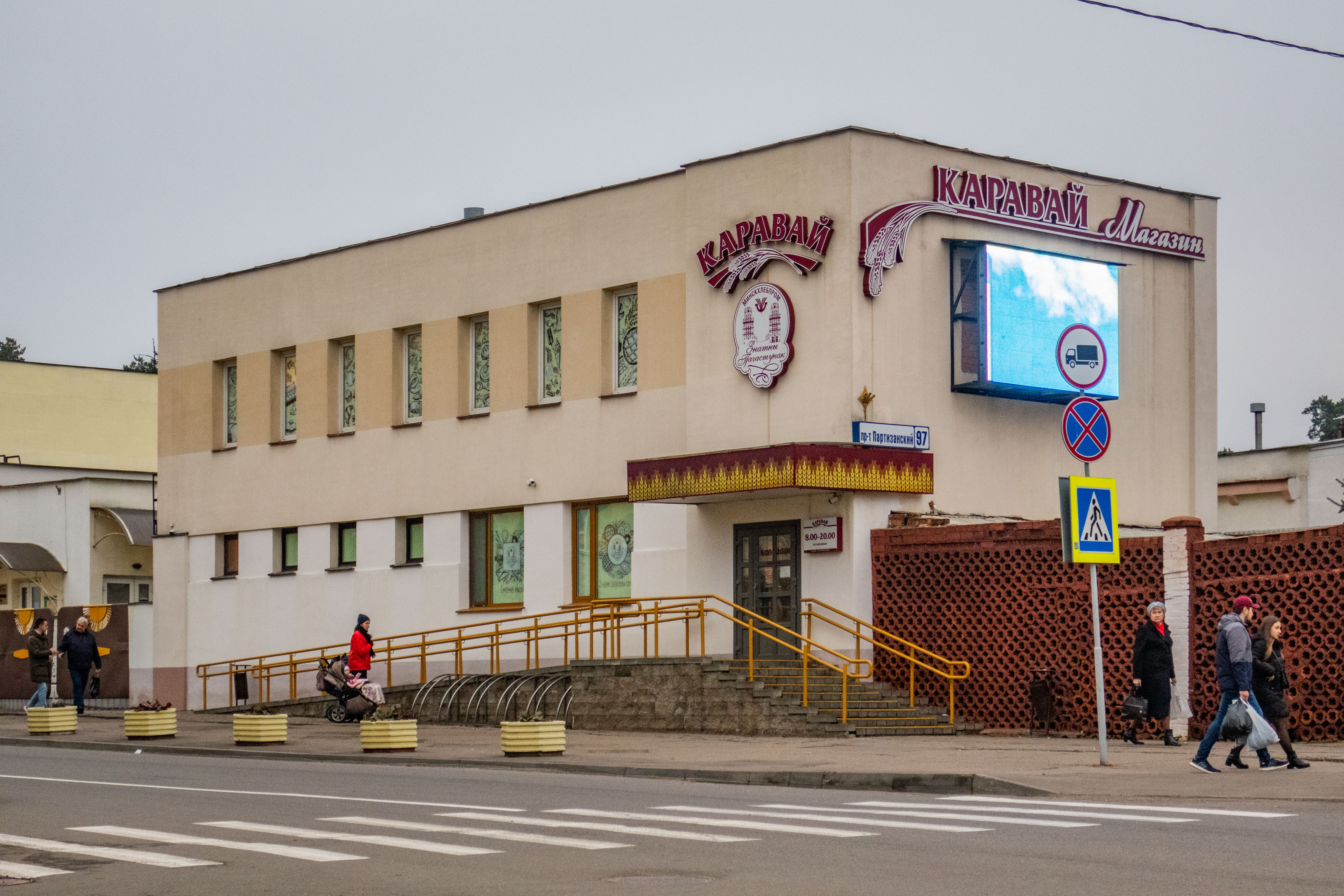
Фирменный магазин свежего хлеба «Каравай» при хлебозаводе № 3

Коммунальное производственное унитарное предприятие «Минскхлебпром», КУП "Минскхлебпром" — одно из крупнейших предприятий на территории Республики Беларусь в хлебопекарной отрасли.
В его состав входит 6 столичных хлебозаводов, ремонтно-механический завод и санаторий "Журавушка".

## Расположение
Центральный район города Минска

## История
Начало функционировать в мае 1972 года.
19.11.1991 — дата регистрации, 02.12.2004 — дата получения статуса «коммунальное».
Старейшее предприятие — хлебозавод № 2, датируемое 1910 годом.

## Характеристика
Собственником является Мингорисполком.
Органом управления является Государственное объединение «Столичная торговля и услуги».
СОАТО Центральный район (5290000000)

## Администрация
- Генеральный директор: Забелло Александр Леонидович
- Главный инженер: Чигир Дмитрий Михайлович
- Заместитель генерального директора по коммерческим вопросам: Китова Наталья Алексеевна

## Территориально обособленные структурные подразделения КУП "Минскхлебпром"
Имеются следующие предприятия:
- Хлебозавод № 1 (ул. Раковская, 25)[4]
- Хлебозавод № 2 (ул. Кропоткина, 33)[5]
- Хлебозавод № 3 (пр. Партизанский, 97)[6]
- Хлебозавод № 4 (ул. Казинца, 31)[7]
- Хлебозавод № 5 (ул. Калиновского, 4)[8]
- Хлебозавод № 6 (ул. Гурского, 19)[9] (была реконструкция[10])
- Хлебозавод «Автомат» (ул. Слесарная, 41)[11]
- Ремонтно механический завод (ул. Кропоткина, 33)
- Санаторий с лечением «Журавушка» (Минская область, Мядельский район, п/о «Зубрёнок», pansionat.by)

## Магазины
Имеются следующие магазины:
- «Каравай» (пр. Независимости, 38)
- «Горячий хлеб» (ул. Кропоткина, 33)
- «Колосок» (ул. Карастояновой, 17)
- «Свежий хлеб» (ул. Калиновского, 4)
- «Горячий хлеб» (пр. Партизанский, 97)
- «Горячий хлеб» (ул. Казинца, 31)
- «Свежий Хлеб» (ул. Раковская, 25)
- «Мини-пекарня» (ул. Раковская, 30)
- «Хлебны куток» (ул. Кропоткина, 33)
- «Горячий хлеб» (ул. Гурского, 19)
- Пиццерия «Спорт-бар» (ул. Кропоткина, 33)

## Продукция
Среднесуточная мощность производства хлебобулочных изделий — 255 тонн, кондитерских изделий — около 16 тонн, более 8 тонн бараночной продукции, около 10 тонн пряников и печенья. Продукцию предприятий можно разделить на следующие группы:
Хлеба и хлебобулочные изделия:
— 60 наименований ржаных и ржано-пшеничных хлебов, в том числе более 35 заварных хлебов;
— 250 наименований хлебобулочных изделий;
— 100 наименований сухарно-бараночной продукции.
Кондитерские изделия:
— 40 наименований пряников;
— 15 наименований овсяного печенья, в том числе глазированного;
— объединенные под торговой маркой «Гармония вкуса» вафельные торты 5 наименований, вафли с разнообразными начинками — более 20 наименований;
— более 100 наименований тортов, в том числе заказные.

## Мероприятия
Выставки и др.